# Kwelderpriemkever
De kwelderpriemkever (Bembidion minimum) is een keversoort uit de familie van de loopkevers (Carabidae). De wetenschappelijke naam van de soort werd in 1792 gepubliceerd door Johann Christian Fabricius.